# Alianza Bajío-Occidente

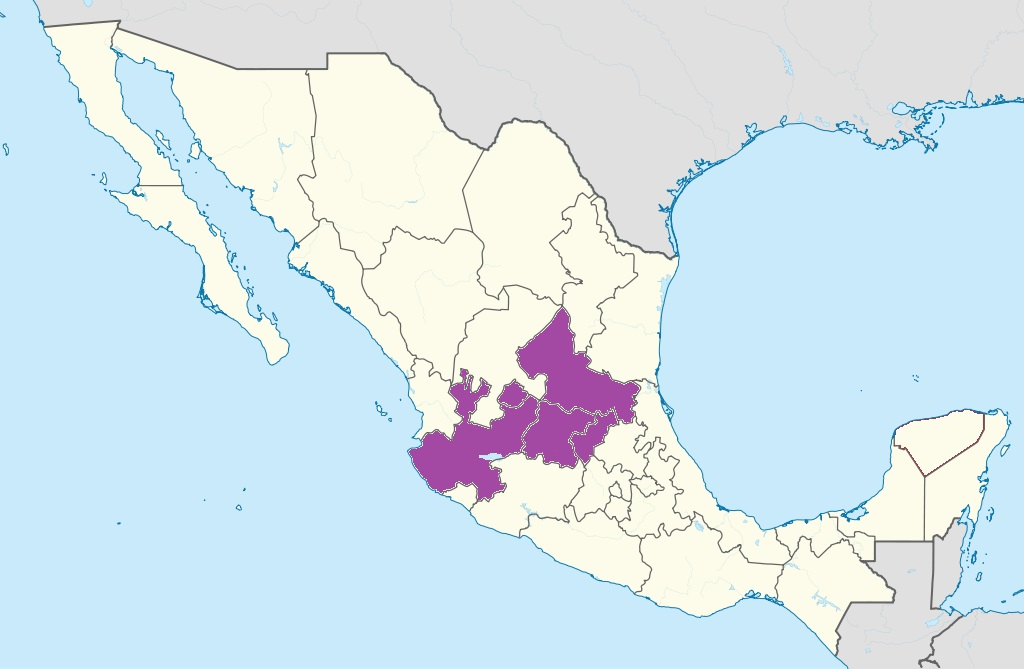
Alianza del Bajío Occidente

La Alianza Centro-Bajío-Occidente es una macrorregión de 21 millones de personas, que ha establecido un plan de trabajo y soluciones en cuestiones de medio ambiente, desarrollo social, economía y educación. Agrupa a los cinco estados con el mayor crecimiento económico de México. Tiene el objetivo de convertirse en la región con mayor Índice de Desarrollo Humano de Latinoamérica y posicionarse como una de las de mayor competitividad y bienestar social a nivel global.
Es una región geográfica, histórica, económica y cultural del Centronorte-Occidente. La forman los Estados del Bajío de Aguascalientes, Jalisco (Centro y Altos de Jalisco), Guanajuato, San Luis Potosí y Querétaro.

## Demografía

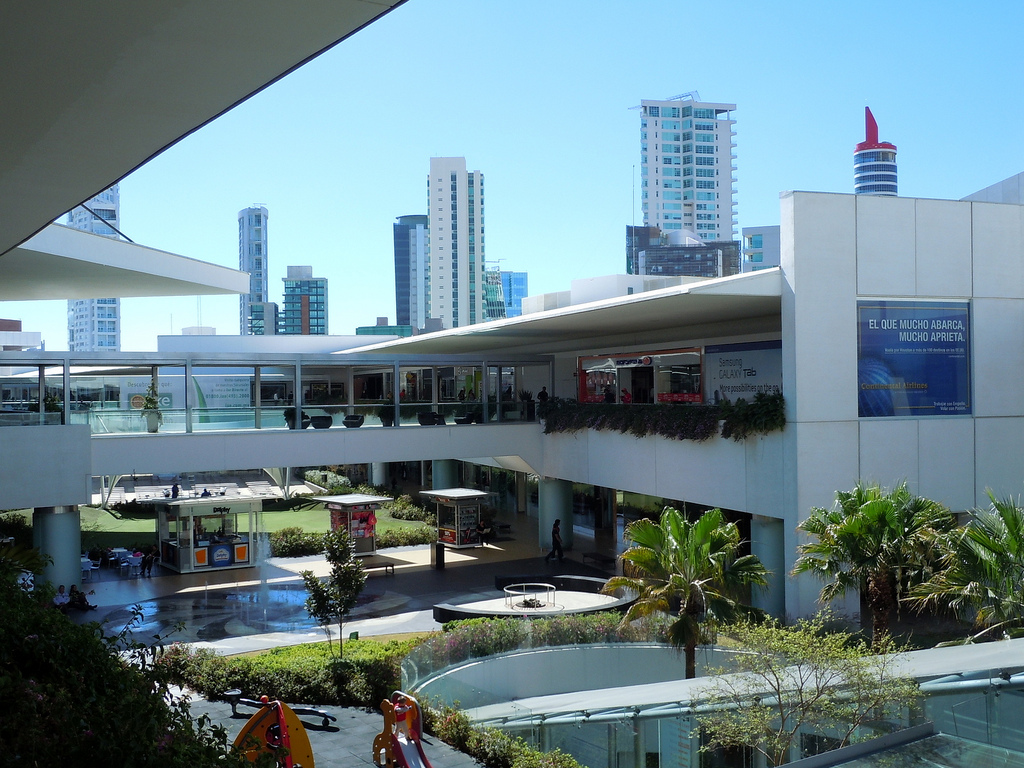
Edificios en Zapopan, ubicados en la Zona Metropolitana de Guadalajara.

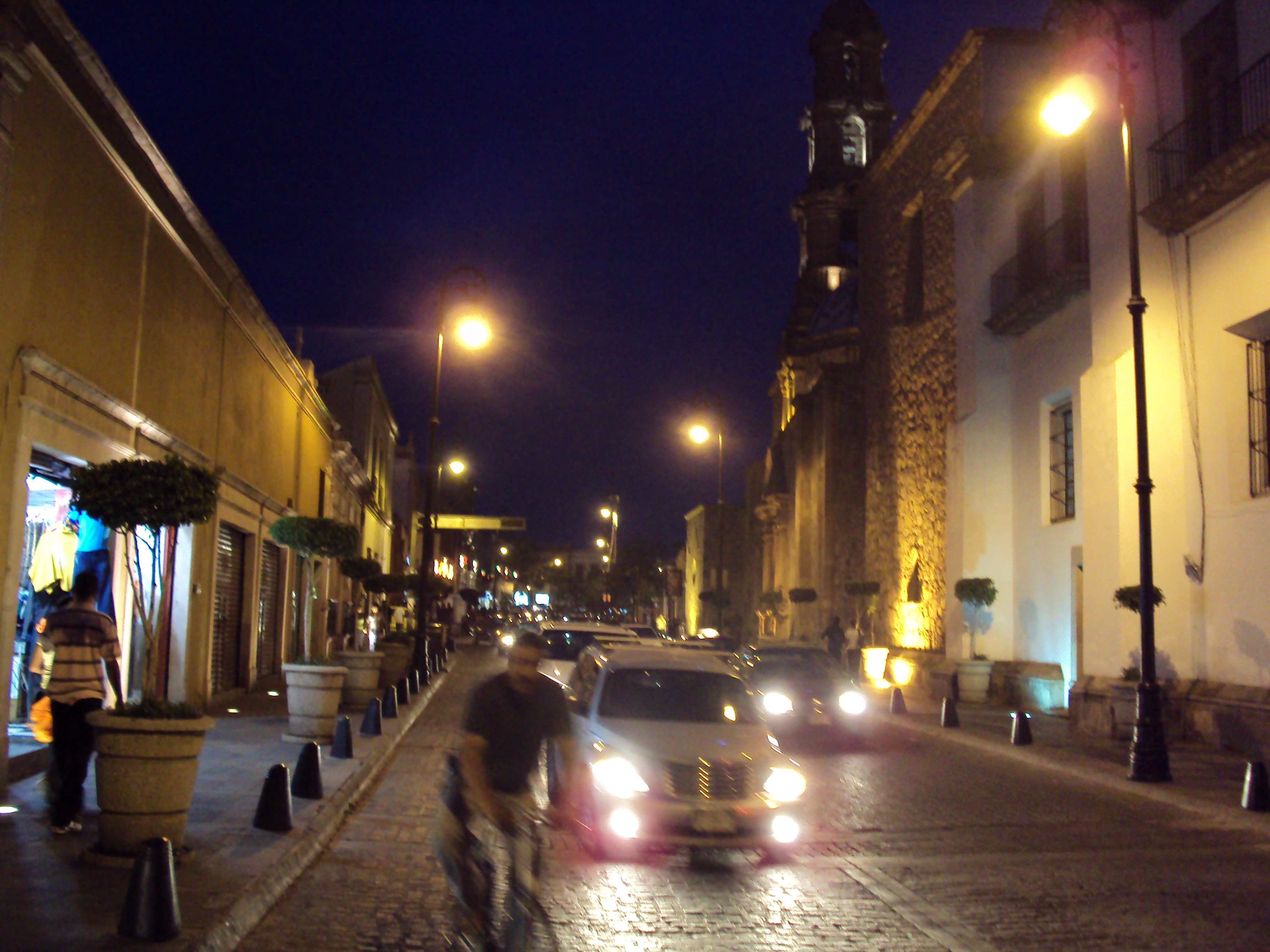
Calle Carranza, en Aguascalientes, Ags.

A continuación se presenta la población de las ciudades más pobladas en el Bajío-Occidente, según el censo del Instituto Nacional de Estadística y Geografía (INEGI) en 2010:

### Ciudades principales
Habitantes de las zonas metropolitanas:
| Posición | Ciudad                                        | Estado          | Población |
| -------- | --------------------------------------------- | --------------- | --------- |
| 1        | Guadalajara                                   | Jalisco         | 5 125 000 |
| 2        | León                                          | Guanajuato      | 2 115 000 |
| 3        | Santiago de Querétaro                         | Querétaro       | 1 594 212 |
| 4        | San Luis Potosí (Ciudad)                      | San Luis Potosí | 1 313 356 |
| 5        | Aguascalientes                                | Aguascalientes  | 1 140 983 |
| 6        | Irapuato-Salamanca                            | Guanajuato      | 847 615   |
| 7        | Celaya                                        | Guanajuato      | 468 387   |
| 8        | San Juan del Río                              | Querétaro       | 305 112   |
| 9        | Guanajuato                                    | Guanajuato      | 194 500   |
| 10       | Zona Metropolitana Moroleón-Uriangato-Yuriria | Guanajuato      | 179 451   |
| 11       | San Miguel de Allende                         | Guanajuato      | 160 383   |
| 12       | Lagos de Moreno                               | Jalisco         | 150 493   |
| 13       | Tepatitlán de Morelos                         | Jalisco         | 136 123   |

El Bajío es el sistema de centros urbanos más complejo y equilibrado del país. La región más poblada es Guadalajara, Jal. la segunda ciudad más poblada de México con 5,125,000 (censo de 2018), seguida de León, Gto., considerada la 7. a zona metropolitana del país, con más de 2 115 000 habitantes. Después Santiago de Querétaro, Qro., con 1 313 000 habitantes (la décima zona metropolitana de México). Y en cuarto sitio, Aguascalientes, Ags., con cerca de 1 000 000.

## Estados
Los estados libres y soberanos de la Alianza Bajío-Occidente son:

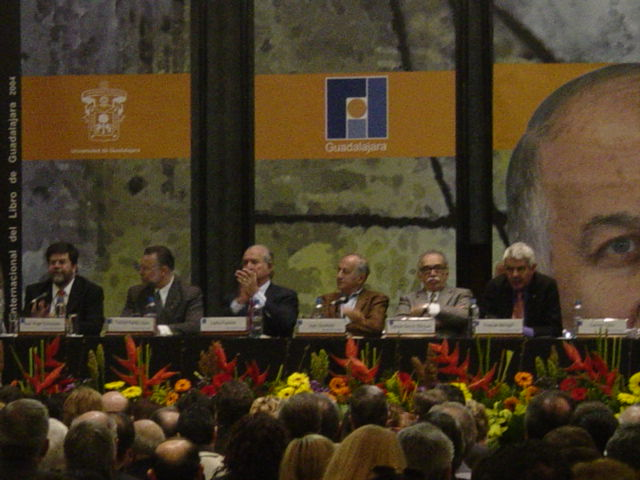
Carlos Fuentes, Gabriel García Márquez y Pasqual Maragall otorgan el Premio Juan Rulfo a Juan Goytisolo en la FIL (Feria Internacional del Libro de Guadalajara).

| Aguascalientes | Guanajuato | Querétaro | Jalisco | San Luis Potosí |
|                |            |           |         |                 |